# Aston Martin DB5

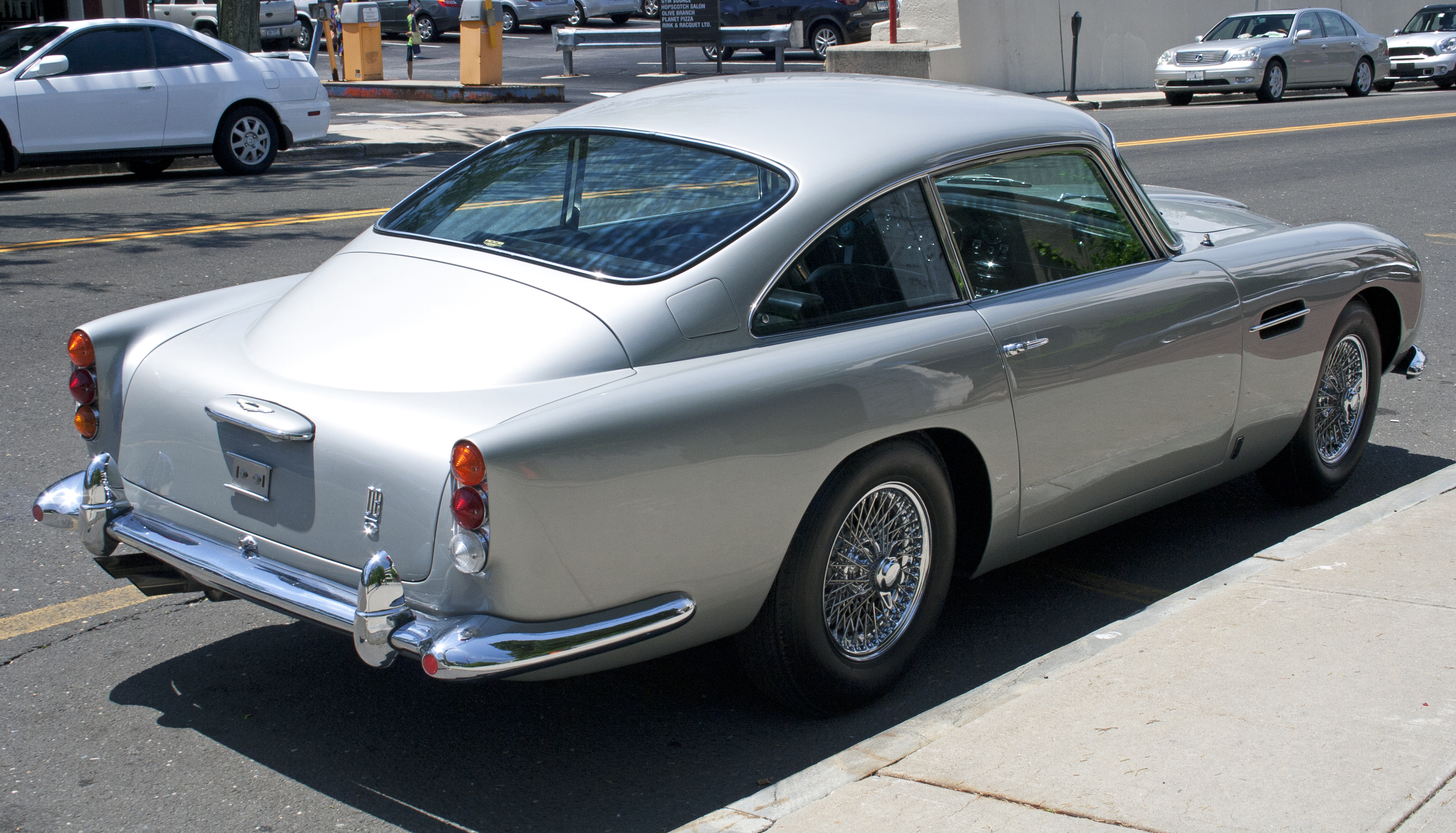
Aston Martin DB5

У 1963 році Aston Martin DB5 замінив попередню модель DB4. Серія DB була названа в честь Девіда Брауна, глави компанії і власника компанії Aston Martin в 1947—1972 роках. Особливу популярність цей автомобіль здобув після його численних виступів у фільмах про Джеймса Бонда. DB5 є найвідомішим автомобілем Бонда і спочатку представлений як сучасний спортивний автомобіль у фільмах Голдфінгер і Кульова блискавка в середині 1960-х років. Після 30 річної перерви, Aston Martin, знову почав використовувати DB5 в бондіані (Золоте око, Завтра не помре ніколи, Казино Рояль, Скайфолл).
Основною відмінністю між DB4 і DB5 є двигун DOHC І6, у якого об'єм був збільшений до 4,0 літрів (3995 см3). Ще одним нововведенням стала 5-ступенева коробка передач. Базовий двигун DB5 з трьома карбюраторами SU розвиває потужність 286 к.с. (210 кВт).

## Модифікації
Крім класичного купе Aston Martin DB5 пропонувався і в інших версіях.

### DB5 Vantage
Традиційно в Aston Martin під назвою Vantage пропонується потужна версія, так Aston Martin DB5 Vantage пропонувався з трьома карбюраторами Weber і потужністю 318 к.с. (234 кВт). У цілому було побудовано 65 купе DB5 Vantage.

### DB5 Convertible
За два роки виробництва було виготовлено 123 кабріолети Aston Martin DB5 Convertible. Вони ніколи не носила традиційну для Aston Martin добавку Volante. Тільки 19 штук були з лівим кермом.

### DB5 Shooting Brake
Дуже незвичайною була версія Aston Martin DB5 Shooting Brake, 12 екземплярів якої виготовлено кузовним ательє Гарольда Редфорда.

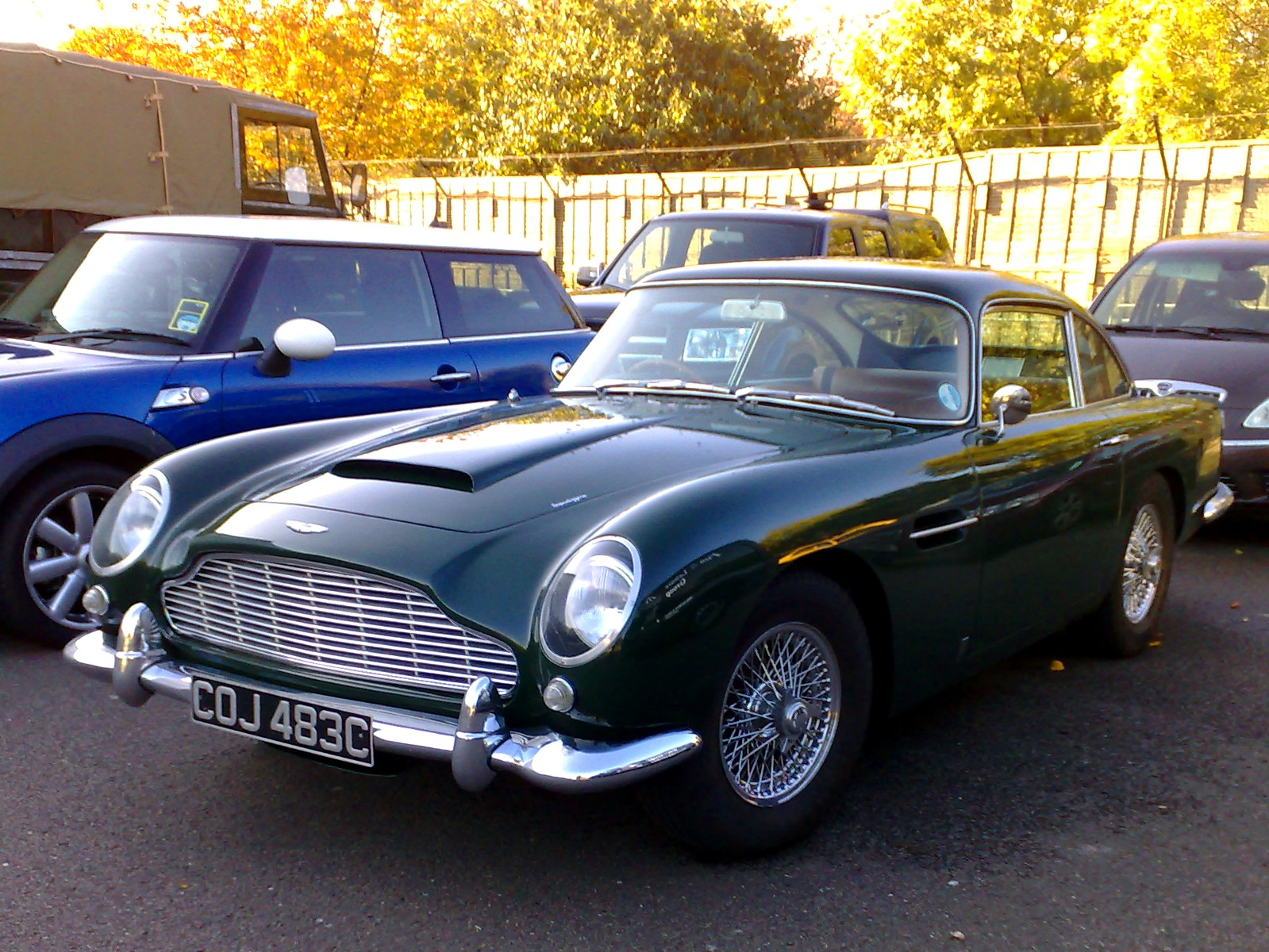
Aston Martin DB5 Vantage
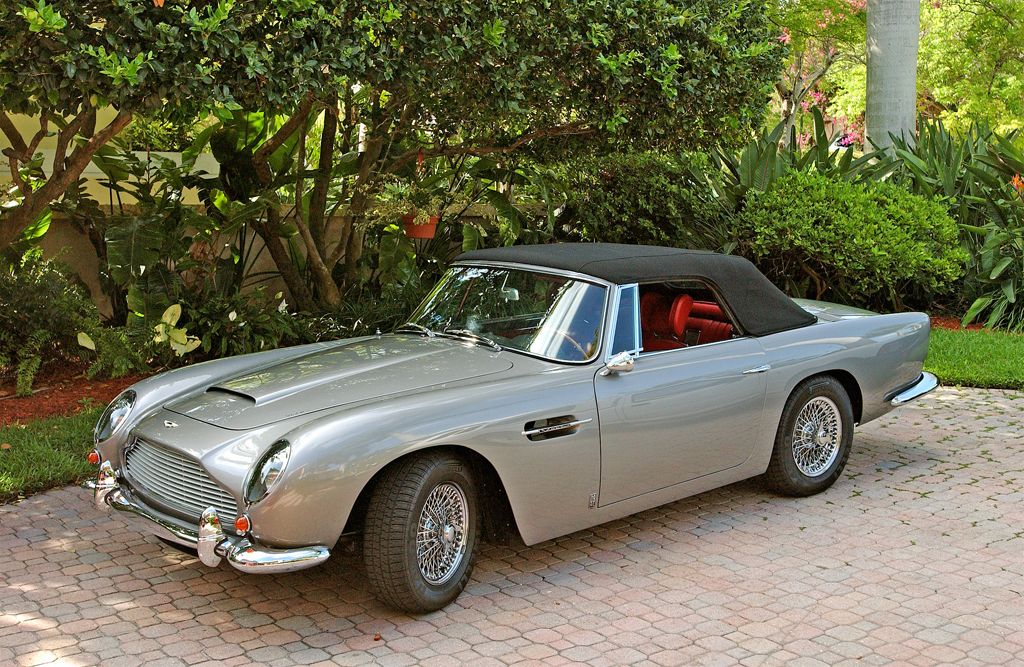
Aston Martin DB5 Convertible
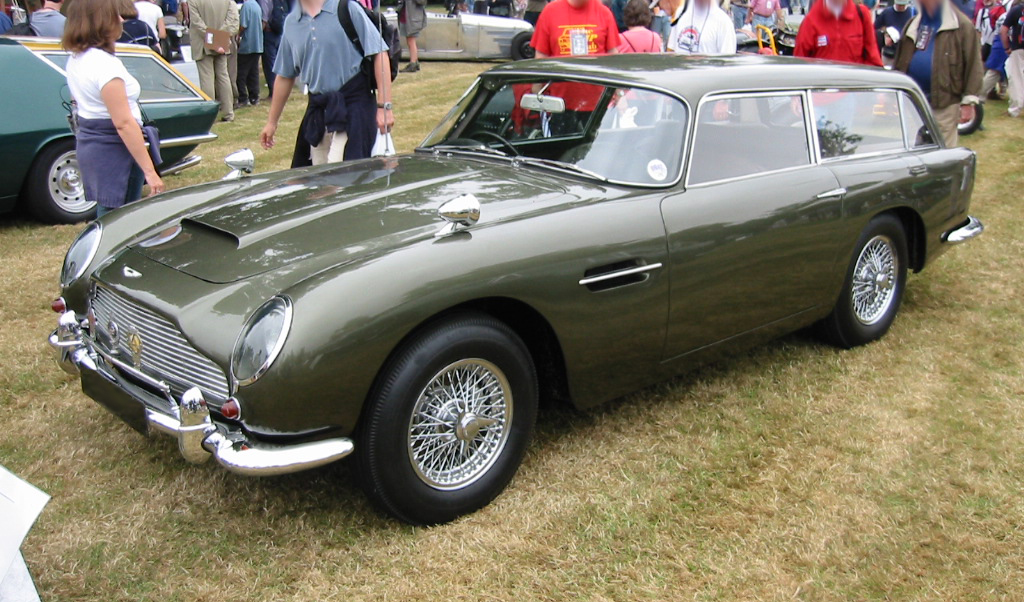
Aston Martin DB5 Shooting Brake
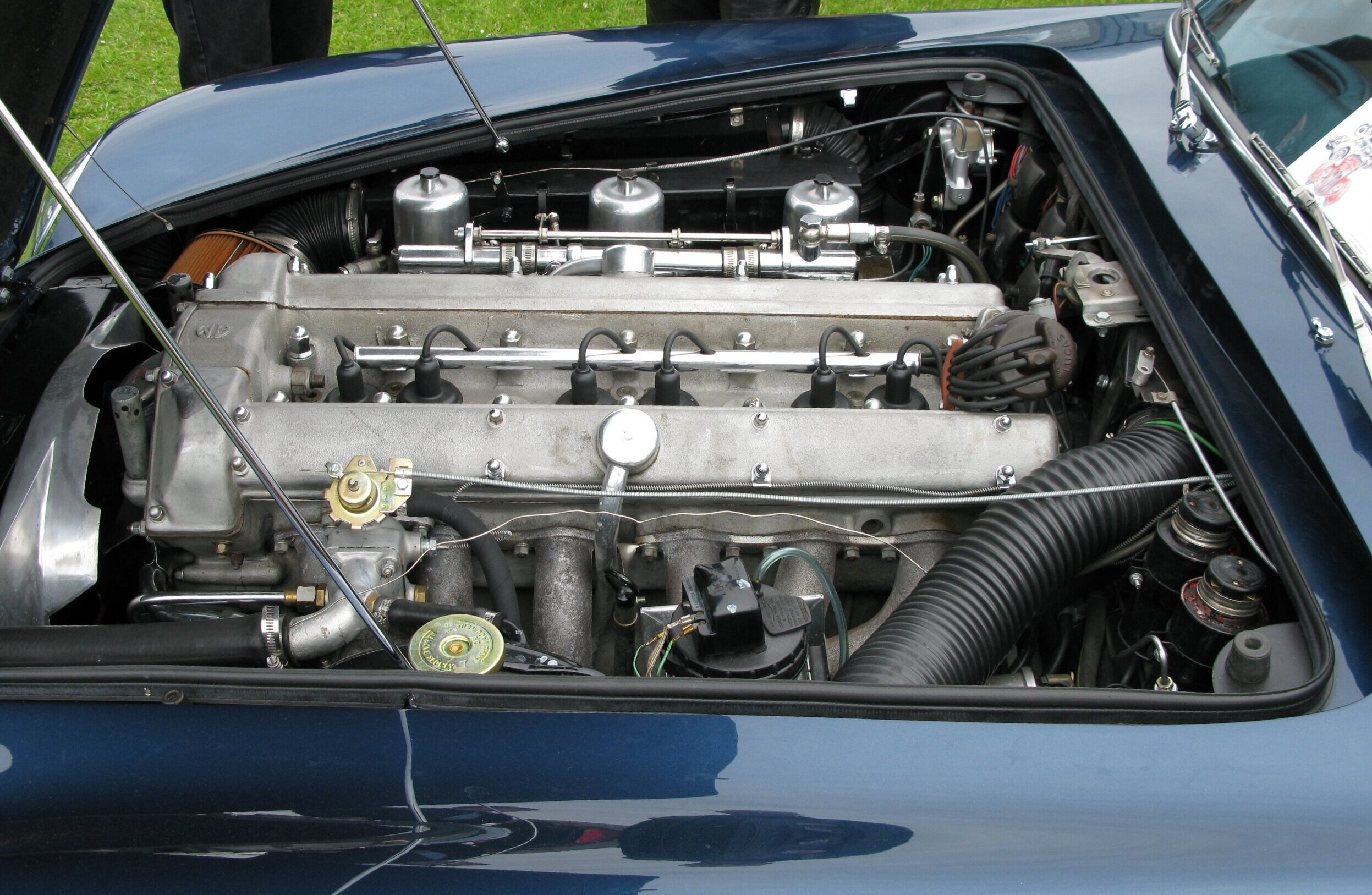
Двигун Aston Martin DB5
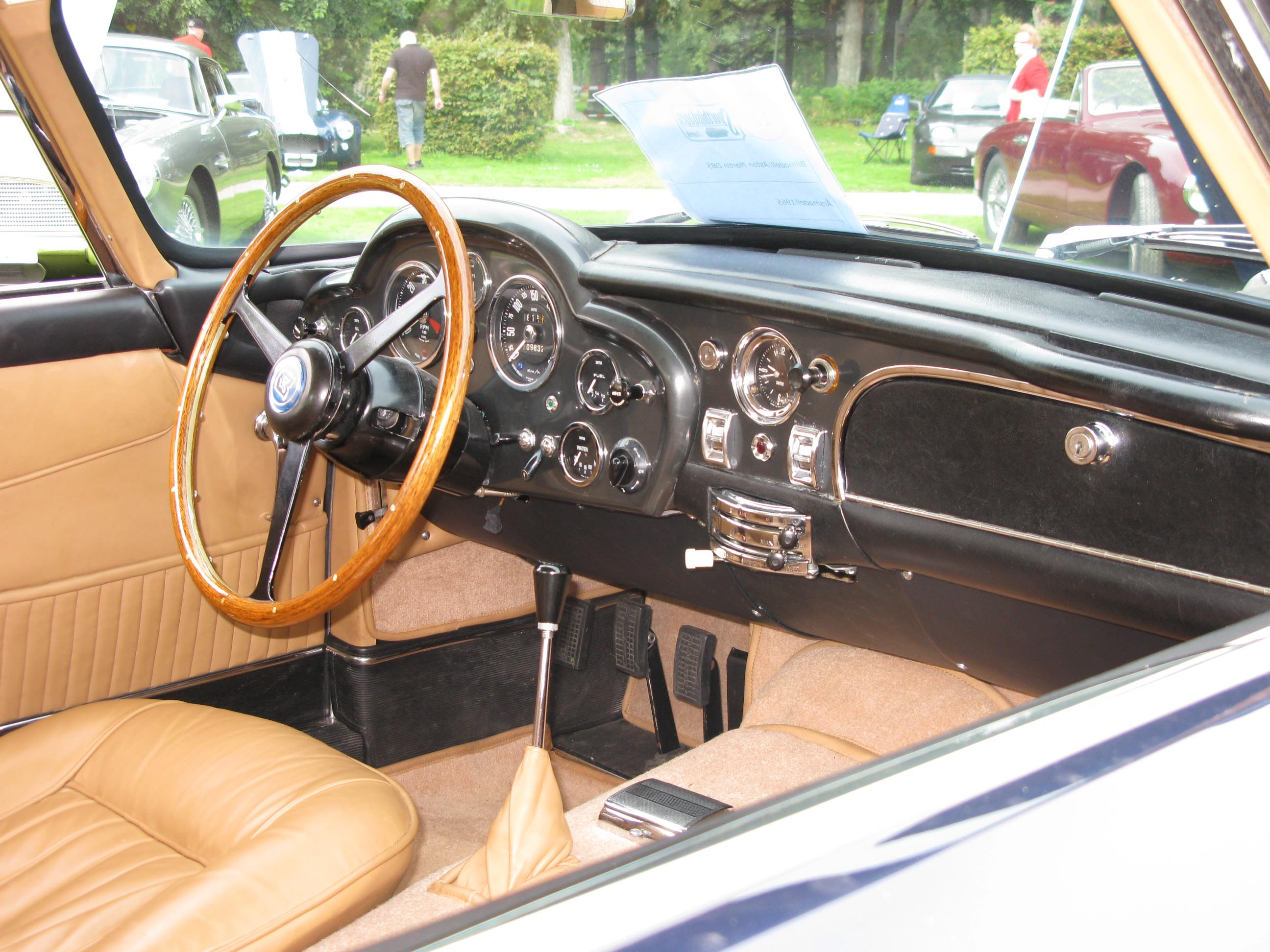
Салон Aston Martin DB5

## Двигуни
- 4,0 л DOHC І6 286/318 к.с.